# راب وادل
راب وادل (انگلیسی: Rob Waddell؛ زادهٔ ۷ ژانویهٔ ۱۹۷۵) قایقران روئینگ اهل نیوزیلند بود.